# Jean-Pascal Tricoire
Jean-Pascal Tricoire (Beaupréau, 11 de maig de 1963) és un empresari francès. Des del 2006, Tricoire ha exercit com a president i conseller delegat de Schneider Electric, una empresa especialitzada en gestió d'energia i automatització industrial, amb 25,7 mil milions d'euros d'ingressos el 2018, més de 137.000 empleats a tot el món i presència en més de 100 països.

## Vida de joventut i educació
Nascut a Beaupréau, Maine-et-Loire, en una família d'agricultors, Tricoire va estudiar a l'École supérieure d'électronique de l'Ouest, on obté el títol de Llicenciat en Enginyeria Electrònica. El 1986 va obtenir un MBA a l'EMLYON Business School.

## Carrera

### Inicis de la seva carrera
Després de treballar a Alcatel, Schlumberger i Saint-Gobain entre 1985 i 1986, Tricoire s'incorpora a Merlin Gerin el 1986. El 1992, Merlin Gerin és adquirida per Schneider Electric.
Del 1988 al 1999, Tricoire desenvolupa l'activitat a la companyia a l'estranger, treballant a Itàlia durant cinc anys (1989-1994), després a la Xina durant cinc anys més(1994-1999) abans de gestionar les operacions a Sud-àfrica.
Després exerceix com a responsable de comptes estratègics globals de Schneider Electric i del programa Schneider 2000+. Des de gener de 2002 fins a finals de 2003, va esdevenir vicepresident executiu de la divisió internacional, abastant els negocis de la companyia fora d'Amèrica del Nord i Europa.
A l'octubre de 2003, és nomenat director general adjunt i delegat de Schneider Electric.

### Lideratge de Schneider Electric
Al maig de 2006, esdevé president i conseller delegat del consell d'administració de Schneider Electric SA.
El maig de 2013, Tricoire és nomenat president i conseller delegat de Schneider Electric, després d'un canvi en el govern de la companyia, i és reelegit al càrrec el 25 d'abril de 2017.
Mitjançant el creixement orgànic i les adquisicions, Tricoire transforma Schneider en un grup global i amplia l'abast de les activitats de l'empresa, des del venedor de productes elèctrics fins al proveïdor de sistemes digitals. També assegura que el lideratge de la companyia es distribueix en diversos continents, traslladant-se de París a Hong Kong a aquest efecte.

## Juntes i organitzacions
És copresident del consell empresarial sino-francès creat pel president de França, Emmanuel Macron i el president de la Xina, Xi Jinping, el gener del 2018. Tricoire va ser president del Comitè França-Xina durant deu anys (del 2009 al 2018).
Tricoire és al Consell General del president xinès Xi Jinping des del 2018 i el conseller delegat mundial del primer ministre xinès Li Keqiang des del 2014. Tricoire és membre de la Junta Consultiva Internacional de les Empreses dels Alcaldes de Pequín i Xangai, i també va ser membre del Consell Assessor Econòmic Internacional de l'alcalde de Chong Qing del 2012 al 2015. Va ser copresident del Fòrum de desenvolupament de la Xina el 2015.
Ha estat membre del Consell Assessor d'Inversions Estrangeres (FIAC). sota el govern rus des del 2014.
És director i cofundador de l'Aliança per a la Promoció Arxivat 2019-09-25 a Wayback Machine. de Societas Europaea Arxivat 2019-09-25 a Wayback Machine. des del 2014.
Tricoire és director del consell mundial del Pacte Mundial de les Nacions Unides i va ser president del Pacte Mundial de França del 2014 al 2019.
Tricoire també representa a Schneider com a campió de l'IMPACT corporatiu de l'ONF HeForShe que treballa amb altres caps d'estat, universitats i empreses per avançar en la igualtat de gènere. Sota el seu lideratge, Schneider ha passat d'un 3% de representació de dones al lideratge fa 15 anys, a un 20% de representació actual, amb l'objectiu d'aconseguir que almenys un 30% el 2020.

## Reconeixement
El 2019, Jean-Pascal Tricoire va ser nomenat un dels 100 màxims executius més importants per la Harvard Business Review (HBR), ocupant el lloc 48. A la llista s'analitzen les empreses que figuren al S&P Global 1200, a partir de dades financeres, de la rendibilitat total dels accionistes i del canvi de capitalització de mercat.
El 2007, Tricoire es converteix en Cavaller de l'Orde de la Legió d'Honor (Chevalier de la Légion d'Honneur).

## Vida personal
Jean-Pascal Tricoire està casat i té tres fills.
Tricoire és un aficionat als esports d'aigua i als esports a l'aire lliure.
És un ferm defensor del desenvolupament sostenible i es compromet a abordar els problemes del canvi climàtic i la igualtat de gènere.

Tricoire parla francès, anglès, italià i xinès.